# Nokia 1202
Nokia 1202 — двухдиапазонный мобильный телефон стандарта GSM фирмы Nokia. Nokia 1202 стал на момент выхода самым дешевым мобильником в истории компании Nokia. Его стоимость составляет 25 евро. В продаже трубка появилась в апреле 2009 года. Мобильник оснащен монохромным экраном, отличается громкими мелодиями звонка и долгим временем автономной работы. Также в Nokia 1202 есть фонарик.
Аппарат функционирует в сетях GSM, одна региональная версия в диапазонах 900/1800, другая — в 850/1900. Вес телефона — 78 грамм, размеры 105,3 × 45 × 13,1 мм. Встроенный дисплей имеет разрешение 96х68 пикселей. Батарея Nokia BL-4C (860 мАч) обеспечивает аппарату время работы в режиме ожидания до 26 дней, в режиме разговора — до 9 часов.
Адресная книга в телефоне может быть разделена на несколько разделов, как и в Nokia 1209, что может применяться, если аппаратом пользуется несколько человек (до 5).
Модель 1203 представляла собой 1202 в измененном корпусе.
Был анонсирован в ноябре 2008 года вместе с моделями 7100 Supernova, 5130 XpressMusic, 2323, 2320, 2330 Classic, 1661.
Встроены 3 простые игры: «Snake Xenzia», «Beach Rally», «Sudoku»; доступен калькулятор, конвертор величин, таймер, редактор мелодий рингтона.
Основная проблема, на которую жаловались многие обладатели данного аппарата, состоит в том, что в качестве вызывного и разговорного динамиков использовалось одно устройство, выход которого направлен в сторону от говорящего (на задней стенке). Это приводило к парадоксальному эффекту: окружающим разговор был слышен лучше, чем говорящему по телефону. Одним из способов борьбы с этим явлением был разворот телефона задней стороной к уху во время разговора.
В России в 2010 году входил в тройку наиболее продаваемых телефонов в ультрабюджетной категории — до 1200 руб.